# Santa Lucía del Camino
Santa Lucía del Camino es una localidad del estado mexicano de Oaxaca. Es cabecera del municipio de Santa Lucía del Camino.

## Demografía
| Censo | Población |
| ----- | --------- |
| 1900  | 674       |
| 1910  | 695       |
| 1921  | 400       |
| 1930  | 417       |
| 1940  | 495       |
| 1950  | 539       |
| 1960  | 644       |
| 1970  | 1 211     |
| 1980  | 2 322     |
| 1990  | 27 611    |
| 1995  | 32 799    |
| 2000  | 40 549    |
| 2005  | 42 570    |
| 2010  | 44 023    |
| 2020  | 45 897    |